# أيدان تورنر
أيدان تورنر (بالإنجليزية: Aidan Turner) مواليد 19 يونيو 1983 في جزيرة أيرلندا، هو ممثل أيرلندي بدأ مسيرته الفنية عام 2007.

### أفلام
- الهوبيت: رحلة غير متوقعة
- الأدوات المميتة: مدينة العظام
- الهوبيت
- الهوبيت

## روابط خارجية
- أيدان تورنر على موقع IMDb (الإنجليزية)
- أيدان تورنر على موقع ألو سيني (الفرنسية)
- أيدان تورنر على موقع أول موفي (الإنجليزية)
- أيدان تورنر على موقع قاعدة بيانات الأفلام السويدية (السويدية)
- أيدان تورنر على موقع ديسكوغز (الإنجليزية)
- أيدان تورنر على موقع قاعدة بيانات الفيلم (الإنجليزية)
- أيدان تورنر على موقع كينوبويسك (الروسية)